# Tadeusz Szeligowski
Tadeusz Szeligowski (Lemberg, 1896. szeptember 13. – Poznań, 1963. január 10.) lengyel zeneszerző, zenepedagógus, ügyvéd, a lengyel zenei élet kiváló szervezője. Művei sorába tartozik a Bunt żaków (A diákok lázadása), a Krakatuk és a Teodor Gentleman című opera, a Paw i dziewczyna (A páva és a leány) és a Mazepa balett, továbbá két hegedűverseny, kamara- és kórusművek.
Mint zenepedagógus, igen jó hírnévnek örvendett Vilniusban, Lublinban, Poznańban és Varsóban. Híres zenekritikus, aki gyakran közölt írásokat olyan zenei újságokban és folyóiratokban, mint a Kurier Wileński, Tygodnik Wileński, Muzyka és a Kurier Poznański. Ő alapította a Poznańi Filharmonikusokat, melynek első igazgatója volt 1947 és 1949 között, továbbá ő indította el a Poznańi Zenei Tavaszt, korának egyik legfontosabb kortárs zenei fesztiválját.

## Élete és pályája

### Zenei tanulmányai
Tadeusz Szeligowski 1896. szeptember 13-án született az akkor Galíciához (Osztrák–Magyar Monarchia) tartozó Lwówban. Első zongoraleckéit édesanyjától kapta, majd 1910 és 1914 között a Lengyel Zenei Társaság lwówi Konzervatóriumában folytatta, Vilem Kurz irányításával. 1918-tól 1923-ig Krakkóban tanult tovább: zongorát Zdzisław Jachimeckitől és A. Peterstől, zeneszerzést pedig Bolesław Wallek-Walewskitól. Zenetudományt és jogot is tanult a krakkói Jagelló Egyetemen, ahol 1922-ben szerezte meg a doktorátusát. Zongora korrepetitorként kezdett dolgozni a Krakkói Operaházban, és ezzel jó alkalma nyílt az operarepertoár alapos megismerésére.
1929-1931 között Párizsban folytatta zenei tanulmányait: Nadia Boulanger tanította zeneszerzésre, Paul Dukas pedig hangszerelésre. Itt korának sok jeles komponistájával találkozott, többek közt Szergej Prokofjevvel, George Enescuval és Arthur Honeggerrel. Gyakran járt hangversenyekre, nagyon élvezte Darius Milhaud és Francis Poulenc új szerzeményeit, a híres balett-társulatok előadásait, illetve Jascha Heifetz, Vladimir Horowitz, Arthur Rubinstein és Ignacy Jan Paderewski ünnepelt koncertjeit.

### Muzsikusi pályája

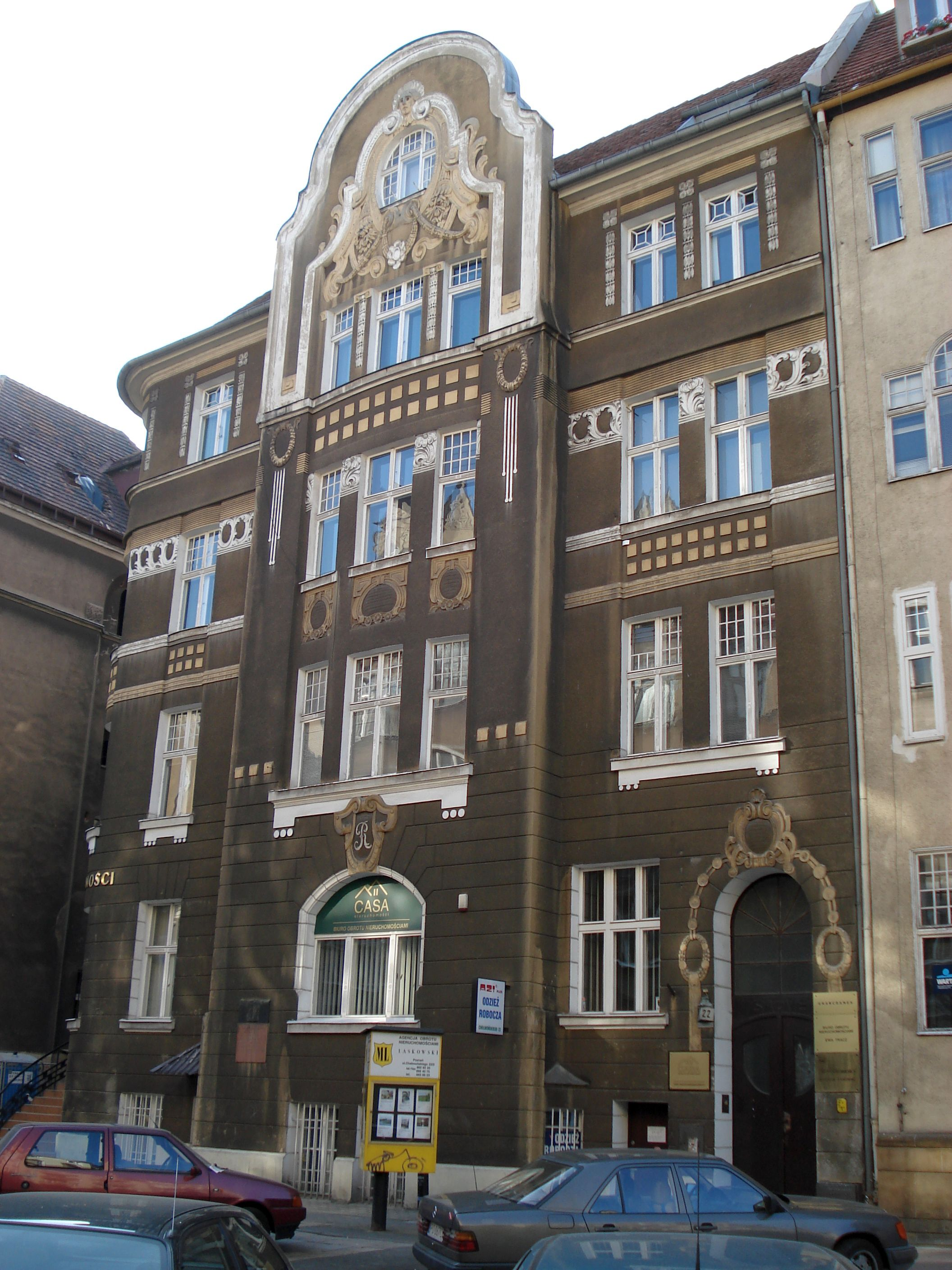
Poznań, Chełmoński utca 22., ahol Szeligowski 1947 és 1963 között élt és alkotott.

1923-ban Vilniusban dolgozott, ügyvédként és az ottani Konzervatórium tanáraként. Találkozott Karol Szymanowskival és lelkesen csodálta a muzsikáját. Kapcsolatban állt a Reduta nevű színházzal is, több produkciójukhoz írt zenét. Röviddel 1931-es lengyelországi visszatérése után Poznańban lett tanár (1939-ig), a háború után pedig rövid időre Lublinba költözött. 1947 és 1962 között a poznańi Állami Zeneművészeti Főiskolán tanított, 1947 és 1950 között pedig ő volt az igazgatója a Nemzeti Opera Akadémiának, és ebben az időben alakult meg a kezdeményezésére a Filharmonia Poznańska zenekar.
Mindezeken túl, ő volt a kezdeményezője a Poznańi Zenei Tavasz nemzetközi kortárs zenei fesztiválnak, ahol a modern zenét teljes fényében mutatták be. Szintén egyik szervezője volt a Henryk Wieniawski Nemzetközi Hegedűversenynek. 1951 és 1962 között Varsóban dolgozott, először a Fryderyk Chopin Zeneakadémia tanáraként, majd a Lengyel Zeneszerzők Egyesületének vezetőjeként.
Számos tanítványa volt, közéjük tartozott Zbigniew Bargielski, Augustyn Bloch, Joanna Bruzdowicz, Wojciech Lukaszewski, Tadeusz Wojciech Maklakiewicz, Boleslaw Ocias, Witold Rudzinski, Marek Sart, Aleksander Szeligowski és Antoni Szuniewicz.

### Szeligowski, a szervező

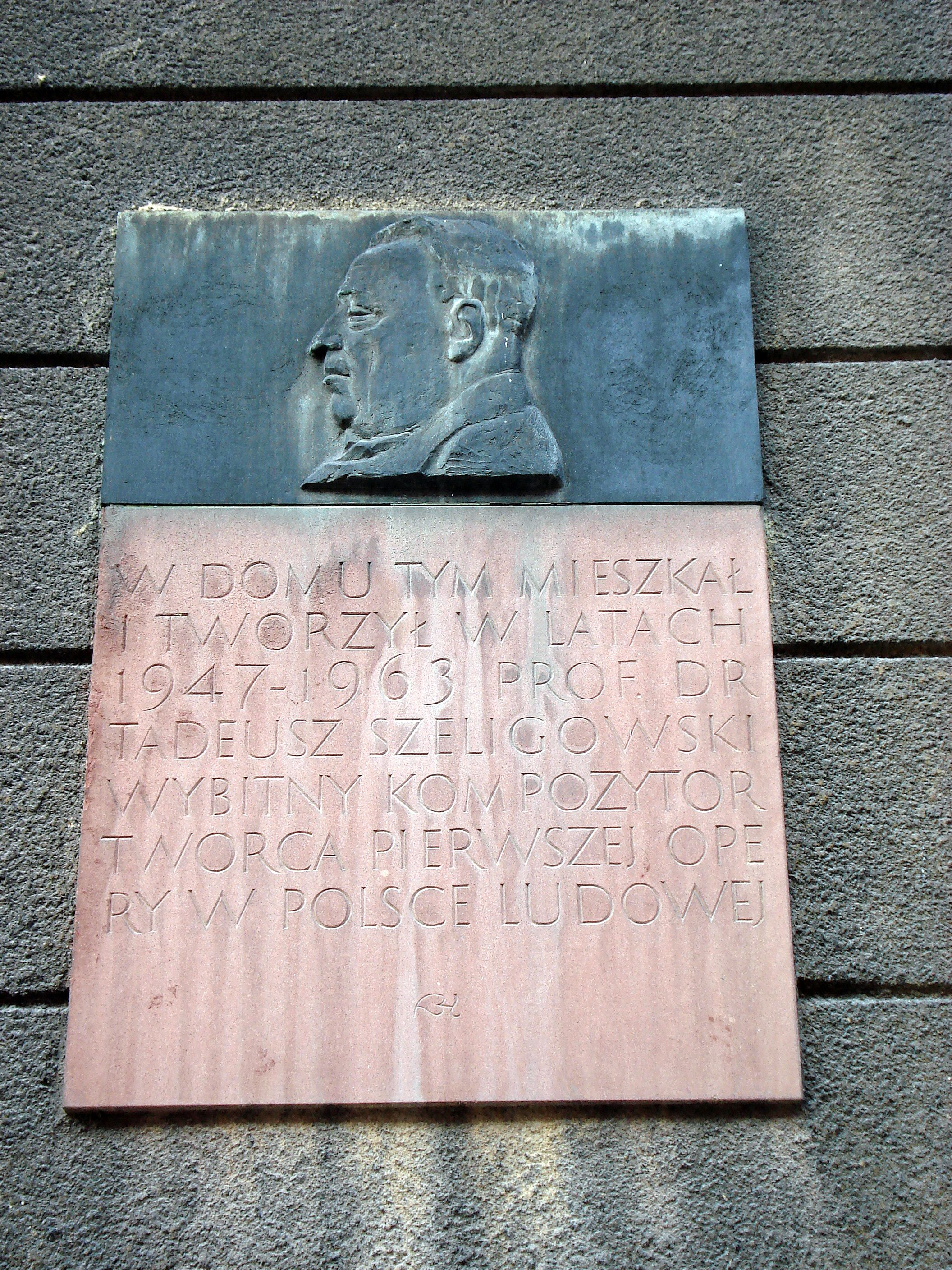
Emléktábla a Chełmoński utca 22. ház falán Poznańban
(Józef Kopczyński alkotása, 1966)

Lwów akkori zenei életét a városi opera, a szimfonikus zenekar, a Zenei Társaság és a Konzervatórium határozta meg, és Szeligowski igen aktív szerepet játszott annak szervezésében. Olyan jeles művészek látogattak rendszeresen a városba, mint Felix Weingartner és Oscar Nedbal, és gyakran szerepeltek a műsoron Giuseppe Verdi és Richard Wagner művei. 1951 és 1954 között elnöke volt a Lengyel Zeneművészek Egyesületének, 1953-ban pedig tagja volt a Lengyel Zeneműkiadók és Central Pedagogical Office for Arts Education (COPSA) elnökségének.
Tadeusz Szeligowski 1963. január 10-én hunyt el Poznańban és a Górczyński temetőben temették el. Hamvait 1965-ben a poznańi Szent Adalbert-templom altemplomában helyezték nyugalomra, ahol számos jeles lengyel alussza örök álmát.

## Díjak, elismerések
Tadeusz Szeligowski számos elismerésben részesült, köztük:
- 1949: III. helyezés a 2. Chopin Zeneszerzői versenyen a d-moll zongoraszonátájáért[9]
- 1949: II. díj a Lengyel Rádió zenei versenyén, a Panicz i dziewczyna (A kis herceg és a leány) című kompozíciójáért[9]
- 1950: Állami Díj II. fokozata a Paw i dziewczyna (A páva és a leány), az Arion (Areión) és a Wesele lubelskie (Lublini menyegző) című műveiért[3]
- 1951: Állami Díj I. fokozata A diákok lázadása című operájáért[3]
- 1963: Lengyelország miniszterelnökének díja a gyermekek és az ifjúság számára írt alkotásaiért[6]
- 1963: A Lengyel Zeneszerzők Egyesületének posztumusz díja egész életművéért (a díjat minden év január 17-én ítélik oda).[10]

Számos egyéb díjat és kitüntetést is kapott, egyebek közt:
- Poznań városának Zenei Díja (2011. október)
- 1952: Arany Érdemkereszt[11]
- 1952: Lengyelország Újjászületése érdemrend[10]

1966-ban tiszteletére emléktáblát avattak a poznańi Chełmoński utca 22. ház falán, ahol 1947-től haláláig élt és alkotott (Józef Kopczyński műve)

## Művei

### Hangszeres művek

#### Zenekari művek
- Z chłopa król (A parasztkirály) - Nyitány Piotr Baryka komédiájához, zenekara (1926)
- Kaziuki[12] - zenekari szvit (1928–29)
- Koncert (Concerto) zenekarra (1930)
- Suita archaiczna (Archaikus szvit) zenekarra (1930)
- Mała suita (Kis szvit) zenekarra (1931)
- Koncert klarnetowy (Klarinétverseny) (1933)
- Andante klarinétra és zenekarra (1933)
- Niebieski ptak (Kék madár) - zenekari szvit (1936)
- Epitaphium na śmierć Karola Szymanowskiego (Sírvers Karol Szymanowski halálára), vonószenekarra (1937)
- Suita kolędowa (Karácsonyi szvit), vonószenekarra (1939)
- Koncert fortepianowy (Zongoraverseny) (1941)
- Suita lubelska (Lublini szvit), kis zenekarra (1945)
- Kupałowa noc - Kupałowa-éj,[13] zenekari szvit (1945)
- Nokturn (Nocturne) zenekarra (1947)
- Uwertura komediowa (Komédia nyitány[14]) kis szimfonikus zenekarra (1952)
- Paw i dziewczyna  (A páva és a leány), balettszvit zenekarra (1953)
- Cztery tańce polskie (Négy lengyel tánc) szimfonikus zenekarra (1954)[9]

#### Kamaraművek

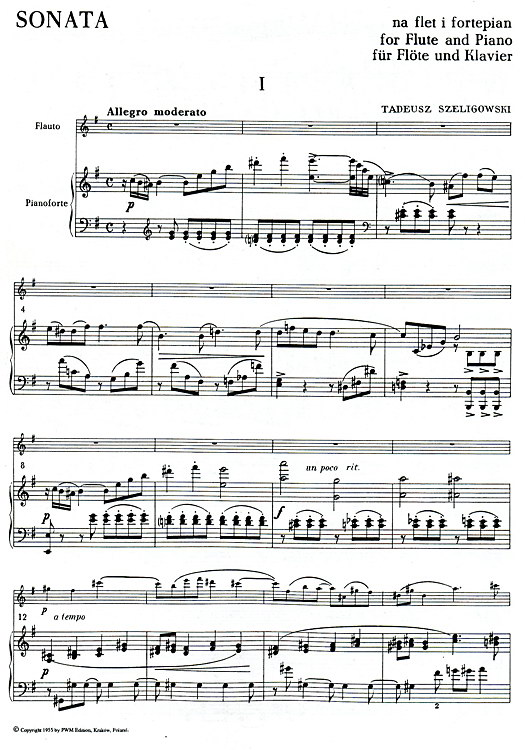
Tadeusz Szeligowski: Szonáta fuvolára és zongorára című kompozíciójának egy kottalapja

- Pieśń litewska (Litván dal hegedűre és zongorára (1928)
- Kwartet smyczkowy nr 1 (1. vonósnégyes, (1928–29)
- Ricercar (Ricercar) négy hangszerre vagy énekhangra (1931)
- Kwartet smyczkowy nr 2 (2. vonósnégyes), (1934-1935)
- Trio oboára, brácsára és csellóra, (1935)
- Rybi bal, (Halak bálja), dal gyermek kórusra (1937)
- Air grave et air gai (Lassú és friss) angolkürtre és zongorára (1940)
- Nokturn (Nocturne) csellóra és zongorára, (1943)
- Taniec (Tánc) csellóra és zongorára, (1943–45)
- Poemat (Költemény) csellóra és zongorára, (1943–45)
- Pastorale (Pastorale csellóra és orgonára, (1943–45)
- Sarabanda (Sarabande) csellóra és orgonára, (1943–45)
- Orientale csellóra és zongorára, (1945)
- Kwintet na instrumenty dęte (Fúvós kvintett[15]) (1953)
- Sonata (Szonáta) fuvolára és zongorára, (1953)
- Na łące, (A réten) szvit két zongorára, (1955)
- Trio (Trió) hegedűre, csellóra és zongorára (1955-1956)
- Polskie piosenki miłosne (Lengyel szerelmes dalok) furulyákra (1959)[9]

#### Zongoraművek
- Wariacje na temat pieśni ludowej (Változatok egy népi témára) (1927)
- Gitary z Zalamei, (Zalameai gitárok) (1938–39)
- Sonatina (Szonatina) (1940–41)
- Taniec rosyjski (Orosz tánc) (1942)
- Sonata d-moll szonáta (1949)
- Dwie etiudy na podwójne dźwięki (Két etűd kettős hangokkal) (1952)
- Drobne utwory (Kis darabok) (1952)
- Drobiazgi, (Apróságok) négy kézre (1952)[9]

### Vokális művek

#### Énekszólóra írt darabok
- Nos qui sumus - Motetta két férfihangra (1929)
- O vos omnes - motetta három női hangra (1929)
- Timor et tremor - motetta kontraaltra és tenorra (1929)
- Missa de Angelis három női hangra (1942)
- Ave Maria három női hangra (1943 )
- Regina Coeli Laetare három női hangra (1943)
- Popule meus három női hangra (1943)
- Veni Creator három női hangra (1943)[9]

#### A cappella kórusművek
- Dwie pieśni białoruskie (Két belarusz dal), a cappella vegyes karra (1930)
- Pod okapem śniegu (A hó eresze alatt) - Karácsonyi ének vegyes karra, (1933–34)
- Angeli słodko śpiewali - (Az angyalok édesen énekeltek[16]) motetta vegyes karra, (1934)
- Przepióreczka (A fürj) - Belarusz népdal férfikarra, (1934)
- Regina Coeli Laetare vegyes karra, (1934)
- Już nam czas (Itt az idő) férfikarra, (1935)
- Pieśń żeglarzy, (Vitorlások dala) vegyes karra, (1938)
- Psalm Joyful in memoriam Guillaume Dufay (Örvendező zsoltár Guillaume Dufay emlékezetére) vegyes karra, (1938)
- Msza Mise) női kórusra (1942)
- Stabat Mater (Stabat Mater) vegyes karra (1943)
- Pange lingua] (Pange Lingua Gloriosi Corporis Mysterium) vegyes karra (1943)
- Pięć pieśni ludowych z Lubelszczyzny (Öt népdal Lublin vidékéről) női vagy gyermekkarra, (1945)
- Pięć pieśni ludowych z Lubelszczyzny (Öt népdal Lublin vidékéről) három vegyes karra, (1945)
- Cztery pieśni weselne z Lubelszczyzny (Négy lakodalmi dal a lublini régióból) vegyes karra, (1945)
- Koszałki-opałki, (Badarságok) scherzo férfikarra, (1946)
- A wyjrzyjcież, pacholęta, dal vegyes karra (1948)
- Pieśń 10-lecia  [wersja II] (Dal a 10. évfordulóra) vegyes karra, (1955)
- Psalm CXVI „Laudate Dominum” vegyes karra vagy fiúkórusra, (1960)[9]

### Vokális művek, hangszeres kísérettel

#### Énekhangra és zongorára
- Wanda, (Wanda) dal énekhangra és zongorára (1927)
- Pieśni ludowe litewskie (Litván népdalok) (1927)
- Pieśni zielone  (1929)
- Lilies - (Liliomok), ballada (1929)
- Dęby - (Tölgyek), elégia (1929)
- W olszynie - (Az égeresben), idill (1929)
- Chmiel - (A komló), menyegzői dal (1929)
- Alegorie kwietne (Virágos allegóriák) (1934)
- Piosenki do słów Jarosława Iwaszkiewicza (Dalok Jarosław Iwaszkiewicz szövegeire) (1945)
- Zielona brzózko, (Zöld nyírfácska), dal (1947)
- Dziewczyno moja, (Leánykám) (1947)
- Od Różana trakt, (1947)
- Arion (Areión) tenor hangra és zongorára, (1949)
- Demon (Démon), tenor hangra és zongorára, (1949)
- Gołębie (Galambok), szoprán hangra és zongorára, (1949)
- Ballada o Kostce Napierskim (Kostka Napierski[17]  balladája), (1951)
- Piosenka o trzech Mauretankach, (Dal a három mauritániairól), dal (1953)
- Soledad (Magányosság) (1960)[9]

#### Vokális és hangszeres együttesekre írt művek
- Psalm XVI - (XVI. zsoltár), oratórium (1931)
- Msza łacińska (Latin mise) vegyes karra és orgonára, (1932)
- Wiśnia blues (Meggy blues) énekhangra, csellóra és zongorára, (1934)
- Ave Maria szoprán hangra, női kórusra és orgonára, (1943)
- Aria (Ária) szoprán hangra és orgonára, (1943)
- Siadajcie wszyscy wokoło z nami, (Üljön mindenki körénk), szvit 12 népi dallamra az 1810-1875 időszakból, vegyes karra (vagy szopránra és altra) és zongorára, (1945)
- Tryptyk (Triptichon) szopránra és zenekarra, (1946)
- Kantata o sporcie „100 m” (Kantáta a 100 méteres síkfutásról), énekszólóra, kórusra és zenekarra, (1948)
- Suita weselna (Menyegzői szvit) szopránra, tenorra, női kórusra, vegyes karra és zongorára, (1948)
- Wesele lubelskie (Lublini menyegző) szopránra, vegyes karra és kis zenekarra, (1948)
- Panicz i dziewczyna, (A kis herceg és a leány) zenei dialógus szopránra, baritonra, vegyes karra és zenekarra vagy zongorára, (1948-1949)
- Rapsod (Rapszódia) szoprán hangra és zenekarra, (1949)
- Karta serc, (Kőr kártya) kantáta szopránra, vegyes karra és szimfonikus zenekarra, (1952)
- Zosia, (Sophia) szvit kórusra és zenekarra, (1952)
- Renegat, (A hitehagyott) ballada basszus hangra és zenekarra vagy zongorára, (1953)
- Pieśń 10-lecia [wersja I] (Dal a 10. évfordulóra, I. változat) kórusra
- Odys płaczący i opuszczony (Az elhagyott és jajgató Odüsszeusz) rádiós opera-oratórium, beszélőre, kórusra és szimfonikus zenekarra, (1962)
- Rex inclitus (Rex gloriosus), kantáta énekszólóra, kórusra és szimfonikus zenekarra (befejezetlen, 1962)[9]

### Színpadi művek
- Paw i dziewczyna, (A páva és a leány) balett három felvonásban (1948)
- Bunt żaków (A diákok lázadása[18]) opera négy felvonásban (1951)
- Krakatuk, opera három felvonásban, prológussal (1954)
- Mazepa, (Mazepa) balett három részben (1958)[9][19]
- Teodor Gentleman, kétfelvonásos opera ( 1960)

## Fordítás
Ez a szócikk részben vagy egészben  a   Tadeusz Szeligowski című lengyel Wikipédia-szócikk ezen változatának fordításán alapul.  Az eredeti cikk szerkesztőit annak laptörténete sorolja fel. Ez a jelzés csupán a megfogalmazás eredetét és a szerzői jogokat jelzi, nem szolgál a cikkben szereplő információk forrásmegjelöléseként.